# Paço do Frevo
O Paço do Frevo é um espaço cultural dedicado à difusão, pesquisa, lazer e formação nas áreas da dança e música do frevo localizado na cidade do Recife, capital de Pernambuco, Brasil. Surgiu através de uma parceria entre a Prefeitura do Recife, a Fundação Roberto Marinho, o IPHAN e o Governo Federal.
Um dos espaços voltados à cultura mais solicitados de Pernambuco ao lado de museus como o Instituto Ricardo Brennand, o Cais do Sertão e a Oficina Cerâmica Francisco Brennand, o Paço do Frevo recebeu mais de 120 mil visitantes em seu primeiro ano de funcionamento.
É um equipamento público municipal ligado à Fundação de Cultura Cidade do Recife, da Prefeitura do Recife, e é gerido pela organização social Instituto de Desenvolvimento e Gestão (idg) desde 2014.

## História

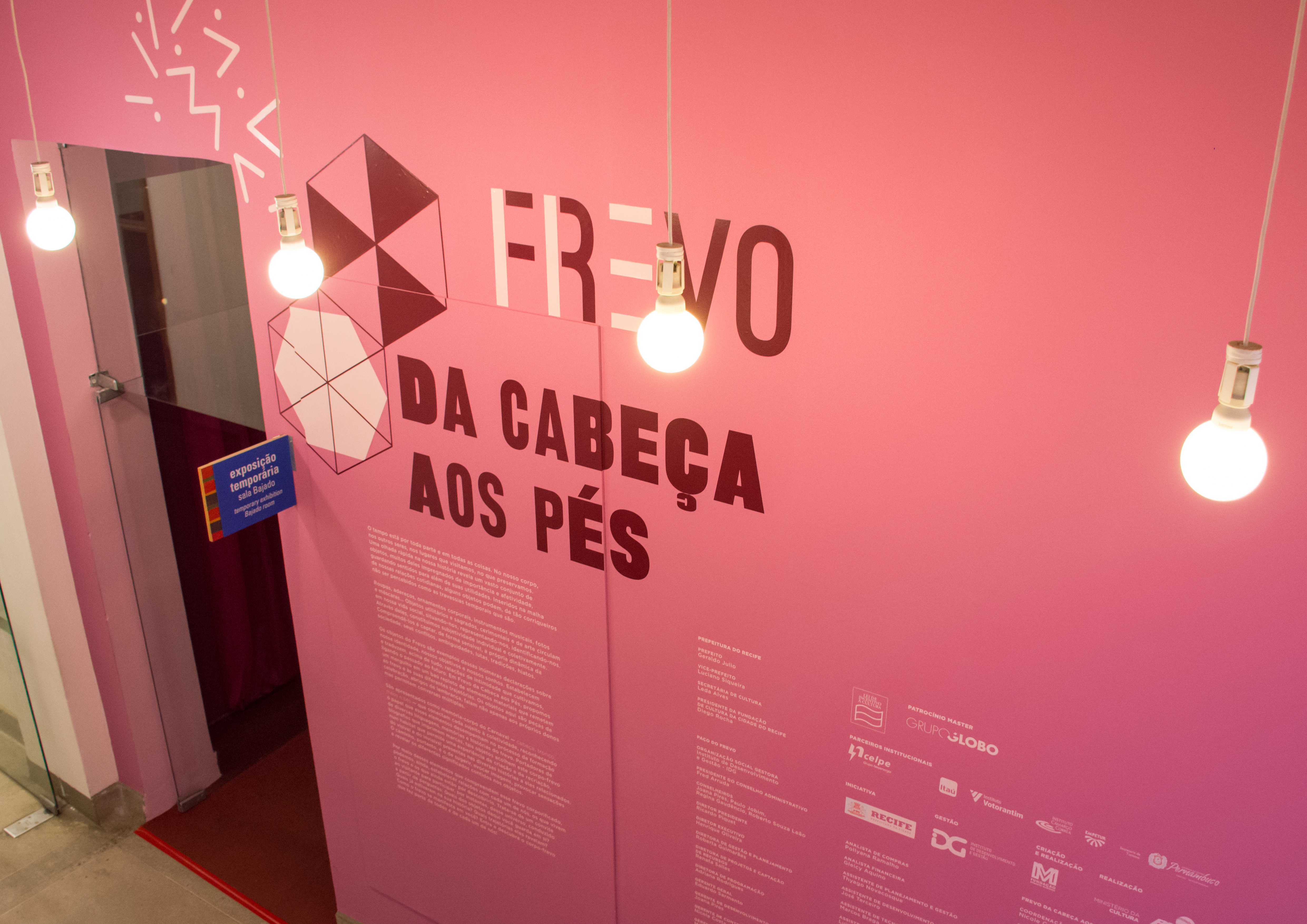
Museu do Frevo em 2016

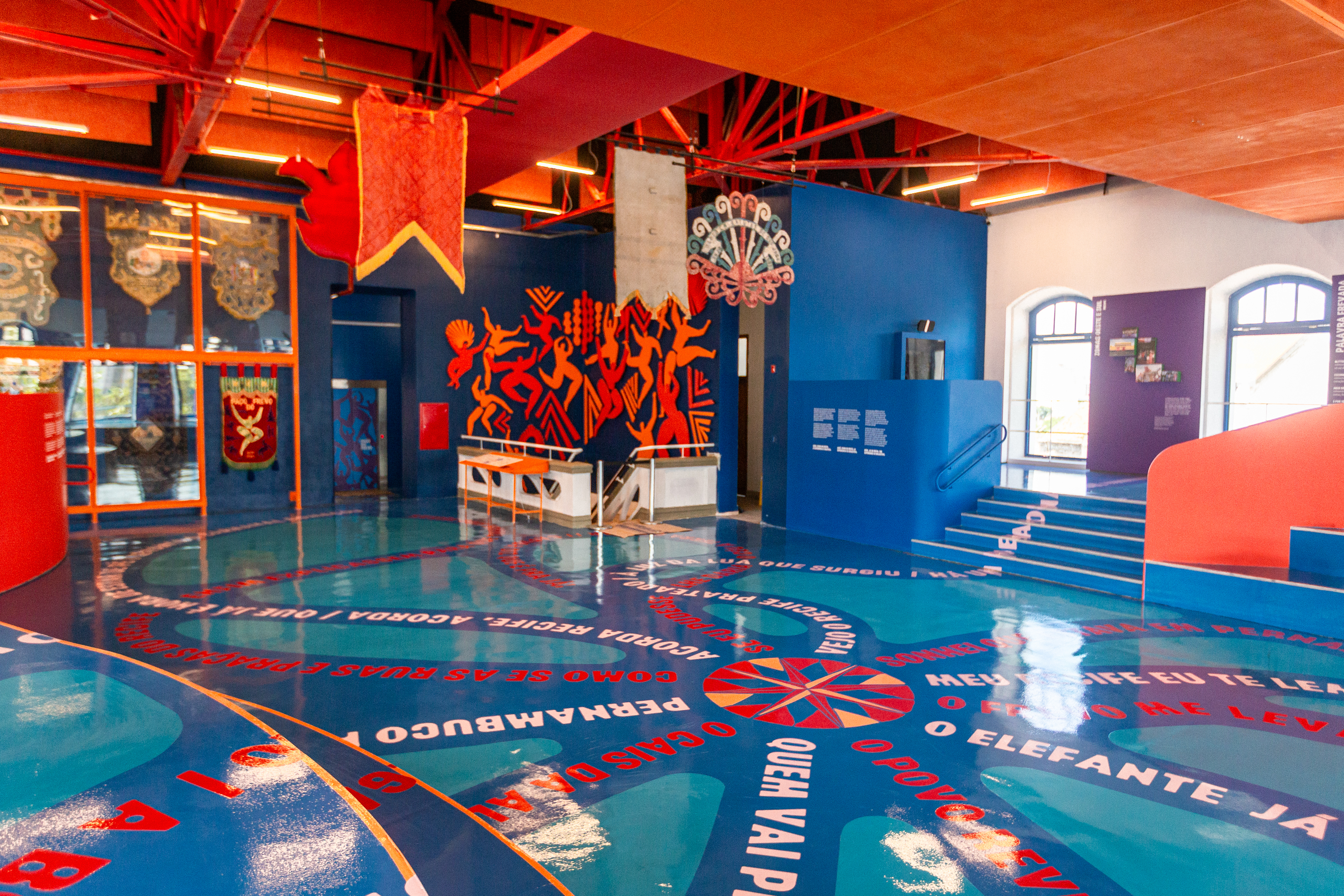
Paço do Frevo em 2025

Inaugurado no dia 9 de fevereiro de 2014, o Paço do Frevo tem o seu primeiro projeto museográfico assinado pela diretora de teatro e cenógrafa Bia Lessa. Desde 2022, suas exposições originais de longa-duração  vêm passando por modificações e atualizações. A principal delas, chamada Frevo Vivo, foi inaugurada em 29 de maio de 2025 e conta com concepção da própria equipe do museu, sob coordenação de curadoria e pesquisa do historiador Luiz Vinícius Maciel.

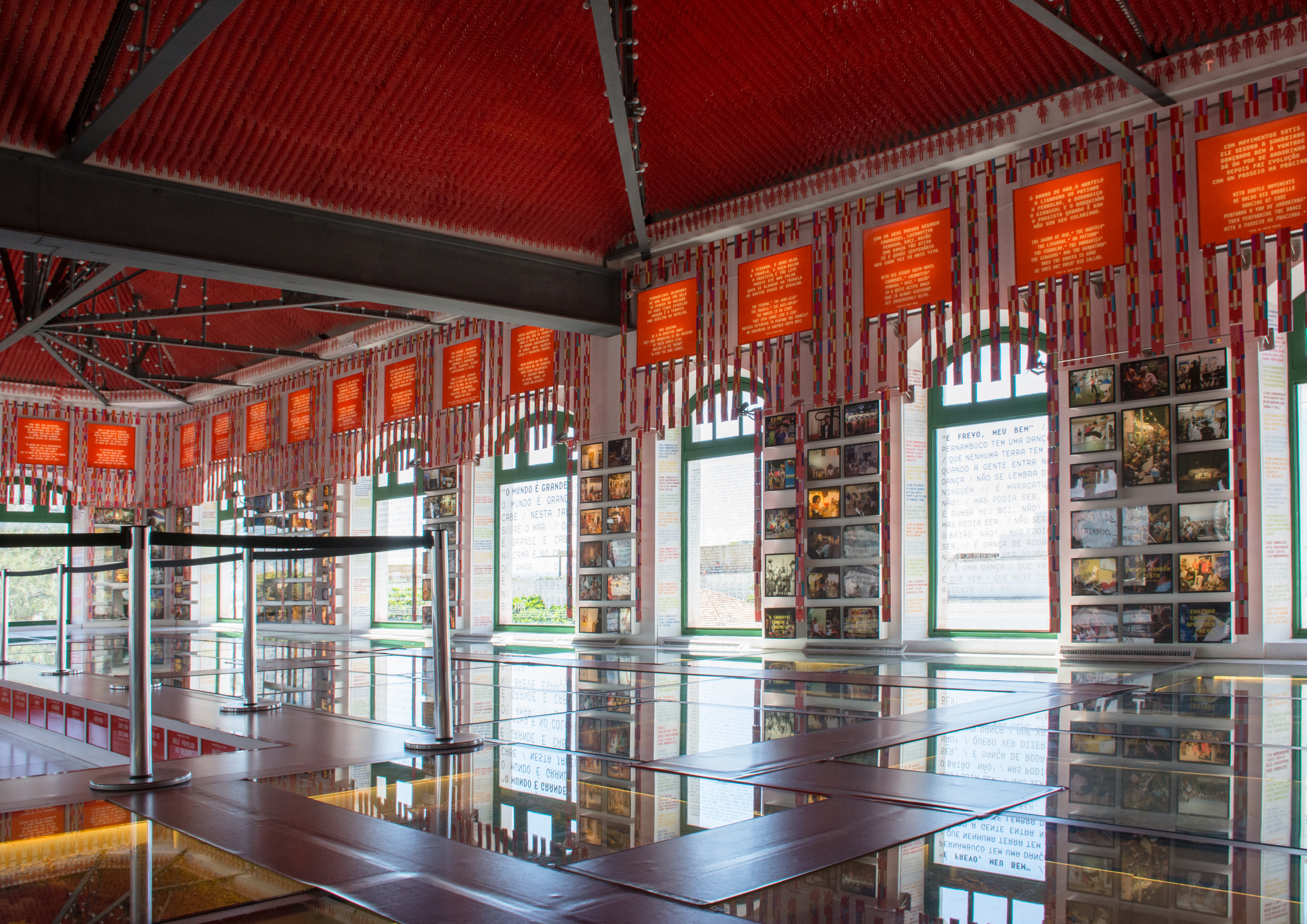
Paço do Frevo em 2016

## Instalações físicas
O Paço do Frevo funciona no antigo prédio da Western Telegraph Company, construído em estilo neoclássico tardio inglês e tombado pelo IPHAN.